# انتخابات ریاست‌جمهوری کنیا ۲۰۱۷
انتخابات ریاست جمهوری کنیا ۲۰۱۷ (انگلیسی: Kenyan general election, 2017) جمعه شب ۱۱ اوت با پیروزی اوهورو کنیاتا برای دومین دور پیاپی به پایان رسید. اما پس از اعتراض رایلا اودینگا به دیوانعالی این کشور، به دستور دیوانعالی، نتایج انتخابات فاقد مشروعیت دانسته شد و دستور به تجدید انتخابات صادر شد.

## ابطال نتیجه انتخابات
انتخابات ریاست جمهوری کنیا توسط دیوان عالی این کشور به دلیل تخلفات در ۱ سپتامبر ۲۰۱۷ باطل اعلام شد و طبق دستور این دیوان طی دو ماه باید این انتخابات دوباره برگزار شود.
اهورو کنیاتا، رئیس‌جمهور وقت تصمیم دیوان عالی را پذیرفت و اعلام کرد که به آن احترام می‌گذارد ولی در یک سخنرانی در میان هوادارانش قاضیانی که این حکم را صادر کرده‌اند کلاهبردار نامیده‌است.
رایلا اودینگا، رقیب رئیس‌جمهور وقت این روز را که چنین حکمی صادر شده‌است یک روز تاریخی برای مردم کنیا و مردم آفریقا نماید.
این حکم باعث خوشحالی مخالفان اهورو کنیاتا و کشاندن آنها به خیابانها شد.

## نتایج آرا و عواقب آن
انتخابات ریاست جمهوری کنیا با ۵۴٫۲۷ صدم درصد آراء برای رئیس‌جمهور فعلی کنیاتا در مقابل ۴۴٫۷۴ صدم درصد آراء برای رقیبش رایلا اودینگا توسط کمیسیون انتخابات کنیا اعلام شد. این در حالی است که پیش از این رقبای کنیاتا بر تقلب و دستکاری آراء انگشت گذاشته بودند، با اعلام نتایج خشم مخالفان به اوج رسیده و خشونت‌ها و درگیری‌هایی را دربرداشت که باعث مرگ چهار نفر شده‌است.

## واکنش‌ها
رایلا اودینگا این انتخابات را مهندسی شده توصیف کرد و درصدد پیگیری آن از طریق مراجع قضایی می‌باشد، وی به این شکل این شمارش آرا را به رسمیت نمی‌شناسد.
کمیسیون انتخابات کنیا ادعای مخالفان را نادرست خوانده و بر منصفانه و آزادانه بودن انتخابات صحه گذاشته‌است.
مخالفان دولت کنیا را متهم به تروریسم دولتی کردند و گفتندکه با ادامه اعتراضات خود، انتخابات را باطل خواهند کرد. در همین حال جیمز اورنگو یکی از رهبران مخالفان روز شنبه ۱۲ اوت از معترضان خواست آرامش خود را حفظ کنند. وی همچنین تأکید کرد برای ابطال انتخابات معترضان به دادگاه مراجعه نخواهند کرد.
شنبه ۱۲ اوت ۲۰۱۷ جیمز اورنگو یکی از رهبران مخالفان مدعی شد ۱۰۰ نفر توسط نیروهای دولتی کشته شده‌اند و دولت را به تروریسم دولتی محکوم کرد ولی هیچ‌کدام از این اتهامات مستند نیست.
مخالفان هواداران رئیس‌جمهور را به هک سیستم شمارش آرا متهم کرده‌اند ولی این ادعا توسط کمیسیون انتخاباتی کنیا رد شد.

## نگرانی‌ها
ده سال پیش در پی انتخابات و خشونت‌هایی که به دنبال داشت ۱۱۰۰ نفر کشته و نزدیک به ۶۰۰ هزار نفر بی‌خانمان شدند و همین امر باعث شده‌است نگرانی تکرار این حادثه بعد از اعلام نتایج در میان ناظران ایجاد شود.

## سوابق نامزدان
از زمان کسب استقلال در سال ۱۹۶۳، سه تن از روسای جمهوری کنیا قوم کیکویو بوده‌اند. اوهورو کنیاتا، فرزند جومو کنیاتا رهبر جنبش استقلال کنیا، از این قوم می‌باشد.
رایلا اودینگا، زندانی سیاسی سابق با گرایش به چپ آنطور که خودش می‌گوید در سن ۷۷ سالگی برای بار سوم بعد از ۱۰ سال پا در این رقابت گذاشت.

## پیشینه
- انتخابات ریاست جمهوری ۲۰۰۷ با شکست اودینگا همراه بود که بعد از هشدار او درگیری‌های قومی و سیاسی شدیدی رخ داد که باعث کشته شدن ۱۱۰۰ نفر شد و در پی آن کنیاتا به دست زدن به جنایت جنگی متهم شد ولی در دادگاه به دلیل کشته یا مفقود شدن شاهدین پرونده مختومه اعلام شد.
- در سال ۲۰۱۳ بار دیگر اودینگا در انتخابات شکست خورد و به دادگاه با اعلام تقلب و دستکاری در شمارش آرا شکایت کرد ولی شکایتش به نتیجه ای نرسید.[۸]